# Brentwood, Tennessee
Brentwood är en stad (city) i Williamson County i Tennessee och en välbärgad förort till Nashville. Vid 2010 års folkräkning hade Brentwood 37 060 invånare.